# Freak Kitchen
I Freak Kitchen sono un gruppo di rock sperimentale svedese formatosi nel 1992.

## Formazione

### Formazione attuale
- Mattias "IA" Eklundh - voce, chitarra (1992- )
- Christer Örtefors - basso, voce (2000- )
- Björn Fryklund - batteria (2000- )

### Ex componenti
- Christian Grönlund - basso, voce (1992–2000)
- Joakim Sjöberg - batteria, voce (1992–2000)

## Discografia

### Album in studio
- 1994 - Appetizer
- 1996 - Spanking Hour
- 1998 - Freak Kitchen
- 2000 - Dead Soul Men
- 2002 - Move
- 2005 - Organic
- 2009 - Land of the Freaks
- 2014 - Cooking with Pagans
- 2018 - Confusion To The Enemy
- 2024 - Everyone Gets Bloody

### EP
- 1997 - Junk Tooth